# Abalistes stellaris
 Abalistes stellaris és un peix teleosti de la família dels balístids i de l'ordre dels tetraodontiformes que es troba des de les costes del Mar Roig fins a les de l'Àfrica oriental, Àsia meridional, Japó i nord d'Austràlia. També a l'Atlàntic oriental (Santa Helena i sud d'Àfrica).
Pot arribar als 60 cm de llargària total.